# Kim Se-hyun (Tennisspielerin)
Kim Se-hyun (koreanisch 김세현; * 26. August 1995) ist eine ehemalige südkoreanische Tennisspielerin.

## Karriere
Kim spielte vorrangig Turniere der ITF Women’s World Tennis Tour, wo sie aber keinen Titel gewinnen konnte.
Ihr erstes Turnier auf der WTA Tour spielte Kim 2017, als sie eine Wildcard für die Qualifikation zu den KEB Hana Bank • Incheon Airport Korea Open erhielt. Sie verlor aber bereits in der ersten Runde gegen Arantxa Rus mit 3:6 und 1:6.